# Synonchus roscovianus
Synonchus roscovianus is een rondwormensoort uit de familie van de Leptosomatidae. De wetenschappelijke naam van de soort is voor het eerst geldig gepubliceerd in 1875 door Villot.